# Коринфская экспансия
Коринфская экспансия VIII—VI веков до н. э. — территориальные захваты и колонизация, предпринятые Коринфом в архаическую эпоху.

## Возвышение Коринфа
Коринф был основан дорийскими завоевателями в X веке до н. э., и уже в начале периода архаики стал одним из крупнейших политических и экономических центров Греции. Объединение отдельных поселений вокруг городского центра, как полагают, завершилось до середины VIII века до н. э., после чего Коринф смог начать территориальную экспансию и принять участие в Великой колонизации.
До середины VIII века до н. э. в Коринфе правили басилеи, возводившие свой род к Гераклидам, но в результате переворота в 747 до н. э. царская власть была свергнута и правление перешло к олигархии Бакхиадов, которые, как полагают, сыграли решающую роль в организации коринфской экспансии.
С середины VIII века до н. э. рост ремесленного производства и торговли подтверждается находками коринфского импорта почти во всех регионах Средиземноморья.
Овладев узким местом Истмийского перешейка, коринфяне получали доход от пошлин и торга, и обычным эпитетом Коринфа у древних поэтов было слово «богатый»..

## Вторжение в Мегариду
Одним из первых объектов коринфской экспансии стала соседняя Мегарида. По сообщению Плутарха, эта область разделялась на пять частей, называемых комами, жители которых назывались герейцами, пирейцами, мегарянами, киносурами и триподисками. Желая подчинить их землю, коринфяне вызвали между племенами междоусобную войну, и в результате овладели двумя комами — Пиреей и Гиреей, а также поселениями Кроммион и Сидунт на берегу Саронического залива.
По-видимому, этого успеха жители Коринфа добились в третьей четверти VIII в. до н. э., так как по данным археологии святилище Геры Акреи, возведенное около середины IX в. до н. э. на Перахоре, было заброшено около этого времени, и вскоре разрушено, а культ перенесен в построенный рядом храм Геры Лимении.
В результате захвата Энои на берегу Коринфского залива, и Кроммиона и Сидунта на берегу Саронического, Коринф прочно оседлал Истмийский перешеек, где был проложен волок, впоследствии приносивший большие доходы. На Сароническом заливе, рядом со святилищем Геры Лимении около 740 до н. э. была построена гавань, защищенная от северных и западных ветров, которым был открыт основной коринфский порт Лехей.
Захваченные земли были богаты лесом и овечьими пастбищами, потеря которых нанесла тяжелый удар по мегарской экономике, зависевшей от экспорта шерсти.
Неоднократно высказывавшееся в литературе мнение о полном подчинении Мегариды Коринфу недостаточно обосновано, так как ни в одном из античных источников об этом не говорится, а полуанекдотическое сообщение о том, что мегарцы были обязаны посылать в Коринф юношей и девушек в качестве плакальщиков на официальных церемониях погребения Бакхиадов, может свидетельствовать о тяжелых условиях мирного договора, завершившего войну (вероятно, между 740 и 727 до н. э.), а не о полном политическом подчинении.
Потерявшие около трети территории, мегарцы были вынуждены около 727 до н. э. вывести колонию на Сицилию (Мегары Гиблейские), чтобы избавиться от излишка населения, а в 711 до н. э. вывели еще одну колонию в Пропонтиду.
Позднее мегарцы отказались соблюдать условия договора, изгнали коринфских послов и нанесли поражение коринфянам, а еще через некоторое время Орсипп, олимпионик 720 до н. э., возглавил мегарское сопротивление и сумел отвоевать часть земель.

## Основание первых колоний
В начале VIII века до н. э. торговые связи Коринфа достигли Итаки, где, вероятно, около 800 до н. э. было основано поселение. Около 733 до н. э. коринфские колонисты основали Сиракузы, ставшие со временем крупнейшим греческим городом на западе. Для обеспечения морского пути из Коринфа на запад и юг часть колонистов под предводительством Бакхиада Херсикрата высадилась на Керкире, изгнав оттуда эретрийских колонистов и аборигенов-либурнов.
Вскоре произошел первый конфликт керкирцев с метрополией, и Херсикрат постановлением коринфского народного собрания был лишен гражданских прав. В дальнейшем эта вражда приняла перманентный характер. По словам Геродота, «с тех пор как коринфяне основали поселение на острове Керкире, они, несмотря на племенное родство, жили в постоянной вражде с керкирянами».
Около 700 до н. э. в районе Рионского пролива, на акарнано-этолийском побережье, у выхода в Ионическое море, были основаны Халкида, Макиния, Моликрий и Эниады.
К этому времени Коринф стал сильнейшей морской державой, строившей корабли и для себя и для других, и активно боровшейся с пиратами. Были созданы новые типы военных кораблей — триаконтеры (триеры) и пентеконтеры, с командами гребцов по 30 и 50 человек, и снабженные медными таранами. Такие корабли легко догоняли любое торговое или пиратское судно, особенно в спокойную погоду.

## Политический кризис
На последнюю треть VIII века до н. э. приходится период высшего расцвета архаического Коринфа, но затем его позиции пошатнулись, сначала вследствие неудачной войны с Мегарами, а затем из-за агрессивной политики аргосского царя Фидона, вмешивавшегося во внутренние дела соседнего государства и, возможно, стремившегося к его подчинению.
По сообщению Плутарха, Фидон потребовал от Бакхиадов прислать в Аргос отряд из тысячи юношей, которых, вероятно, намеревался убить, чтобы тем облегчить себе захват Коринфа. Один из приближенных аргосского царя, Габрон, бывший ксеном предводителя коринфян, рассказал ему о планах своего повелителя, и вместе с коринфянами бежал из города.
Затем Фидон вмешался в междоусобную борьбу в Коринфе, вероятно, на стороне противников Бакхиадов, но не успел овладеть городом, так как был убит аргосскими аристократами, недовольными его тираническим правлением.
Ослаблением Коринфа воспользовалась Керкира, вышедшая из под контроля метрополии. Коринфяне попытались силой восстановить там свою власть, и около 664 до н. э., согласно Фукидиду, состоялось первое в греческой истории морское сражение, в котором флот Коринфа, вероятно, не добился успеха.
Утрата важной позиции наносила ущерб торговле, в результате чего в 657 до н. э. Бакхиады, потерявшие поддержку населения, были свергнуты и в Коринфе установилась тирания Кипсела.
Большая часть Бакхиадов нашла убежище в Спарте, а часть укрылась на мятежной Керкире. По легенде, среди этих изгнанников был Демарат, отец римского царя Тарквиния Древнего.

## Колониальная экспансия Кипсела
Укрепив свою власть, Кипсел, по словам Страбона, задумал осуществить широкую колониальную экспансию по берегам Амбракийского залива и побережью южного Эпира. Под руководством сына тирана, Горга, были выведены колонии Амбракия, Анакторий и Левкада. Сын Кипсела Пилад, обосновавшийся на Левкаде, истребил обитавших там акарнанцев и захватил их земли, а потом, используя эту колонию как базу, коринфяне продвинулись вглубь Амбракийского залива и закрепились на обоих его берегах.
Третий сын Кипсела Эхид основал на южном побережье залива город Анакторий, а Горг, на противоположном берегу — крупнейшую из трех колоний — Амбракию. Колонисты вели войны с местным населением, и, в частности, захватили и разграбили Гераклею в Акарнании, к востоку от Анактория.
Колонизация, как полагают, решала обычную для греков аграрную проблему, так как на побережье Амбракийского залива много плодородной земли, но, кроме этого, новые колонии должны были обеспечить безопасность морских путей, которым угрожали отложившиеся от метрополии керкирцы. Гористая Левкада, не располагавшая достаточным количеством пригодной земли, была, вероятно, торговой колонией, которая должна была заменить Керкиру в качестве промежуточной базы, и, возможно, позднее использовалась для завоевания Керкиры. Через Левкаду был прорыт канал, превративший её в остров.
Важной особенностью этого периода коринфской колонизации было то, что колонии не становились самостоятельными государствами, но оставались в полном подчинении метрополии, для чего наместниками в них назначались сыновья тирана и его родственники.

## Колониальная политика Периандра
Периандр продолжил политику отца, продвинув район коринфской экспансии еще дальше на север, где на побережье Иллирии были основаны Аполлония Иллирийская и Эпидамн. Керкира была вновь подчинена; возможно, это произошло еще в конце правления Кипсела, так как сообщается, что основание Эпидамна, которое хроника Евсевия датирует 627 до н. э., было совместным коринфско-керкирским мероприятием. Для контроля над Керкирой туда был назначен правителем сын Периандра Ликофрон, а затем его племянник Псамметих.
Опираясь на цепочку колоний, Коринф установил своё господство в водах Ионического моря, и доминировал в торговле с Западным Средиземноморьем, где, по археологическим данным, с конца VIII века до н. э. объем коринфского импорта постоянно возрастал, и уже к началу VII века до н. э. находки коринфских изделий, в том числе керамика ориентализируещего стиля, сменившего прежнюю геометрическую, превосходят импорт всех прочих греческих полисов вместе взятых.
На востоке Периандр, по сообщению Николая Дамасского, основал колонию в Потидее на полуострове Халкидика. Ойкистом этого поселения стал сын тирана Эвагор, а целью было овладение золотыми и серебряными рудниками Македонии и Фракии и лесом, необходимым для строительства мощного флота. Предполагается, что коринфские торговцы уже тогда освоили маршрут, по которому позднее была проложена Эгнациева дорога.

## Восстание на Керкире
Через некоторое время керкирцы снова восстали. По словам Геродота, Периандр, находившийся в конфликте со своим сыном Ликофроном, предложил ему ради примирения принять власть в Коринфе, а сам собирался перебраться на Керкиру. Узнав об этом, жители острова убили Ликофрона и отказались признавать власть Коринфа.
Вновь подчинив Керкиру, Периандр отобрал 300 мальчиков из знатных семей и отослал их в Сарды к царю Алиатту для оскопления. По пути коринфские корабли причалили к Самосу, и местные жители, узнав о цели экспедиции, подговорили детей искать убежища в храме Артемиды, и не дали коринфянам вытащить их оттуда, как умоляющих о защите. Чтобы не дать беглецам погибнуть от голода в окруженном коринфской стражей храме, самосцы придумали праздник, во время которого ежедневно водили вокруг святилища хороводы и приносили туда под видом подношений лепешки, которыми дети питались, пока коринфянам не надоело их сторожить и они не вернулись на родину.

## Экспансия на Пелопоннесе и в Эгейском море
Периандр также пытался расширить своё влияние на Пелопоннесе, где его соперником был тиран Сикиона Клисфен. Гельмут Берве полагает, что соперничество между двумя городами не переросло в вооруженный конфликт, но у Фронтина сохранилось сообщение о том, что армия и флот союзника Периандра милетского тирана Фрасибула вели операции в районе Истма и овладели гаванью Сикиона. Поскольку Милет не мог проводить в этом регионе самостоятельных завоеваний, предполагается, что Фрасибул помогал в войне своему другу. Кроме того, известно, что Периандр предоставил убежище изгнанному из Сикиона брату Клисфена Исодаму.
Еще один конфликт был с тираном Эпидавра Проклом, на дочери которого Мелиссе Периандр был женат. По словам античных авторов, своей жестокостью Периандр довел жену до смерти, а когда Прокл стал настраивать своего внука Ликофрона против отца, коринфский тиран вторгся в его владения, взял тестя в плен и захватил Эпидавр, получив важную позицию на берегу Саронического залива.
О вмешательстве Периандра во внутреннюю борьбу на Эвбее сообщается в стихах, приписываемых Феогниду, но подробности этого конфликта неизвестны.
Союз с Милетом и основание колонии в Эгеиде сделали Периандра настолько влиятельным в регионе, что Афины и Митилена избрали его арбитром для разрешения Сигейского конфликта.

## Распад Коринфской морской державы
После свержения династии Кипселидов около 583 до н. э. созданная ими морская держава постепенно развалилась, Керкира и другие колонии обрели независимость, и ко временам классики под прямым контролем Коринфа остались только ближайшие поселения, в том числе Халкида, Моликрий и Соллий, а дальние сохраняли только традиционные для греческого мира номинальные связи с метрополией, так в Потидею, даже когда она вошла в состав Афинского морского союза, ежегодно присылали из Коринфа специальных должностных лиц — эпидемиургов.
В середине VI века до н. э. Коринф вошел в состав организованного Спартой Пелопоннесского союза, причем занял там привилегированное положение, и с мнением его представителей считались так же как и со спартанским. Около 525 до н. э. коринфяне вместе со спартанцами предприняли неудачную экспедицию на Самос для свержения тирана Поликрата, по словам Геродота, они хотели отомстить за давний эпизод с освобожденными мальчиками. Действительной причиной было стремление покончить с пиратством, наносившим большой ущерб торговле.
Позиции Коринфа в торговле с Западом начали слабеть со второй половины VI века до н. э. из-за конкуренции с набиравшей силу афинской экономикой. Отношения с Керкирой продолжали оставаться враждебными, в начале V века до н. э. арбитром в их споре выступил Фемистокл, но в 430-х годах до н. э. Коринф и его бывшая колония вмешались во внутреннюю борьбу в Эпидамне, старый конфликт возобновился и привел к войне (см. Битва при Сиботских островах), а поддержка, которую оказали керкирцам афиняне, угрожавшие захватить всю западную торговлю, стала одной из главных причин Пелопоннесской войны.